# Stary Franciszków
Stary Franciszków – wieś w Polsce położona w województwie lubelskim, w powiecie opolskim, w gminie Opole Lubelskie.
W latach 1975–1998 miejscowość administracyjnie należała do ówczesnego województwa lubelskiego.
Wieś stanowi sołectwo w gminie Opole Lubelskie. Według Narodowego Spisu Powszechnego z roku 2011 wieś liczyła 209 mieszkańców.
Znajduje się tu kapliczka z 1850 r.

## Części wsi
| SIMC    | Nazwa       | Rodzaj    |
| ------- | ----------- | --------- |
| 1022593 | Huta        | część wsi |
| 1022937 | Przytyki    | część wsi |
| 1022989 | Tarniny     | część wsi |
| 1023003 | Trzy Słupki | część wsi |

## Działalność partyzancka
Podczas II wojny światowej działały tu oddziały Batalionów Chłopskich, które walczyły z niemieckim okupantem. Pochodzili stąd i działali m.in. pułkownik Jan Adach ps. „Czer”, który był szefem organizacyjnym w Komendzie Głównej Okręgu Lublin Batalionów Chłopskich oraz major Stanisław Kot ps. „Węgieł”, „Długosz”, który był oficerem organizacyjnym Batalionów Chłopskich Okręgu IV Lublin. Prowadzona była tu współpraca konspiracyjna. W domu rodziny Jaszczyńskich znajdował się magazyn broni Batalionów Chłopskich, w domu Stanisława Kota odbywało się tajne nauczanie. Wieś posiadała także własną radiostację w Mazanowie, co pomagało Stanisławowi Kotowi i innym redagować gazetki podziemne. W domu Stanisława Kota ukrywał się także ścigany przez gestapo Władysław Ozga ps. „Brzezina”, delegat Rządu z ramienia delegatury londyńskiej na kraj.